# Château de La Force (Saint-Simon)
Pour les articles homonymes, voir Château de La Force (La Force).
Le château de La Force est un manoir, situé à environ quatre kilomètres de la commune de Saint-Simon (Cantal), département du Cantal (France). C'était à l'origine une tour, construite pour servir de maison de force pour l'abbé d'Aurillac.
Il a servi, par la suite, de demeure au géographe Piganiol de La Force puis de Jean Saphary, maître de conférences à l'École normale supérieure.

## Description
« Le château ne consiste que dans une tour quadrangulaire arrondie sur ses angles et à peu près en ruines aujourd'hui. Elle surgit en quelque sorte d'un bloc de rocher, en saillie sur une fraîche et verte prairie, qui décline rapidement vers le village de Rouffiac. On y gravit par des escaliers taillés dans le roc, coupé à pic sur un côté. Ses murs portent aujourd'hui une magnifique parure de lierre qui pénètre même au-dedans de la tour, en revêt les parois formant ainsi une tapisserie intérieure de goût le plus original. La tour communique avec une petite terrasse triangulaire. Cette plateforme surplombe le rocher et la prairie, commande la rivière, le village de Rouffiac et offre un coup d'œil des plus imposants sur le haut de la vallée. Au rocher qui supporte le château se rattache un groupe d'autres rochers, le site entier est presque enveloppé par un massif de grands arbres qui de loin le dessine à l'œil sur la pente orientale de la vallée. »

## Historique
La Force était un ancien fief qui relevait de l'abbé d'Aurillac. Noble Guillaume de la Force, damoiseau, l'occupait en 1395.

### Famille Cambon ou Chambon
"Pierre Cambom, bourgeois d'Aurillac, fit hommage à l'abbé d'Aurillac en 1465 des : fief, château et forteresse de la Force, ainsi que du château vieil situé entre Belliac, Solesse et Rouffiac. On ne retrouve pas l'emplacement du château vieil".
- 1445 : Raymond Cambon, bourgeois d'Aurillac achète La Force, il décède en 1460 ;
- 1460 : Pierre Cambon ou (de) Chambon, fils du précédent est seigneur de La Force de 1460 à 1473. Il décède en 1473 ;
- 1473 : Gérard Cambon ou (de) Chambon, fils du précédent devient seigneur de La Force.

### Familles du Trieu ou del Trieu ou du Trieuf, puis (de) Saunier
"La famille du Trieu jouissait de la Force à la fin du XVe siècle. Catherine du Trieu porta cette seigneurie en dot, en 1553, à Gabriel Saunier".  
Cet auteur ne précise pas de quelle Catherine du Trieu il s'agit. Certains auteurs ont crû devoir assimiler cette Catherine du Trieu à la fille de Amaury 1er du Trieu qui épousa Nicolas de Cambefort en 1506. Il n'en est rien. Il s'agit de sa nièce, que nous appellerons Catherine II du Trieu afin de lever toute ambiguïté. 
- 1489 : Amaury 1er del Trieu, époux de Jeanne del Cabrol, achète La Force à la famille Cambon. Il décède en 1516 ou 1517 ;
- 1516 : Noble Raymond du Trieu, fils du précédent et époux d'Anne de Tessières, devient seigneur de la Force, et le restera jusque sa mort survenue peut-être vers 1545,
- vers 1545 : Amaury II du Trieu ; frère du précédent devient seigneur de la Force jusqu'à sa mort en 1550,
- 1550 - 1553 : Catherine II du Trieu, fille de Raymond du Trieu gère le domaine avec l'aide de sa mère Anne de Tessières,
- 1553 : mariage de Catherine II du Trieu avec Gabriel Saunier, apothicaire d'Aurillac.
- 1553 à 1582 : Catherine II du Trieu - devenue dame de la Force - gère seule le domaine après le décès de Gabriel Saunier (survenu vers 1562) et jusque vers 1582.
- 1582 : Anne de Saunier, fille de Catherine II du Trieu et de Gabriel Saunier et épouse de Pierre de Parisot, avocat à Aurillac devient dame de La Force jusque vers 1590.

### Familles (de) Parisot et Piganhol
"Elle (La Force) était possédée en 1590 par noble Antoine (de) Parisot, bourgeois d'Aurillac". C'est le fils d'Anne de Saunier et de Pierre (de) Parisot. 
- 1596 : Antoine de Parisot, seigneur de la Force, fils du précédent, mort en 1620
- 1620 : Sébastien Lanolle, héritier du précédent
- 1620 : Lichael Delolm, qui achète l'hérédité d'Antoine de Parisot à Sebastien Lanolle ;
- 1620 : Rigoult de Parisot, fils d'Antoine, qui achète à Michel Delolm
- 1620 : Annet de Parisot, frère du précédent, subrogé dans ses droits
- Marguerite de Parisot, fille du précédent, dame de La Force, épouse :
- 1681  : Pierre Piganiol, bourgeois, marchand à Aurillac, seigneur de la Force après la mort de son épouse, il eut pour fils :
- 1702 : Jean-Aimar Piganiol de La Force, gouverneur des pages du comte de Toulouse en 1709.

Pierre Piganiol eut pour fils Jean-Aimar Piganiol de La Force, gouverneur des pages du comte de Toulouse en 1709. Celui-ci voulut se fixer à Paris et vendit en 1751 le pré et château de la Force à Guy Delolm, seigneur de Lalaubie".

### Famille Delolm et suivantes
Celui-ci voulut se fixer à Paris et vendit en 1751 le pré et le château de la Force à Guy Delolm, seigneur de Lalaubie dont les descendants l'ont possédé jusqu'en 1832, date à laquelle M. Gustave de Lalaubie l'a vendu à Jean Saphary, qui lui-même l'a revendu à M. Establie pour aller se fixer à Polminhac.

## Visites
Ne se visite pas. Gite rural.